# Campionati del mondo di atletica leggera 2009 - 5000 metri piani maschili
La gara dei 5000 metri piani maschili dei Campionati del mondo di atletica leggera 2009 si è svolta tra il 20 e il 23 agosto.

## Podio
| Pos.    | Atleta               | Nazionalità | Prestazione |
| ------- | -------------------- | ----------- | ----------- |
| Oro     | Kenenisa Bekele      | Etiopia     | 13'17"09    |
| Argento | Bernard Lagat        | Stati Uniti | 13'17"33    |
| Bronzo  | James Kwalia C'Kurui | Qatar       | 13'17"78    |

## Situazione pre-gara

### Record
Prima di questa competizione, il record del mondo (RM) e il record dei campionati (RC) erano i seguenti:
| Record                | Prestazione | Atleta                  | Data                                | Competizione  |
| --------------------- | ----------- | ----------------------- | ----------------------------------- | ------------- |
| Record mondiale       | 12'37"35    | Kenenisa Bekele Etiopia | 31 maggio 2004 Hengelo, Paesi Bassi |               |
| Record dei campionati | 12'52"79    | Eliud Kipchoge Kenya    | 31 agosto 2003 Saint-Denis, Francia | Mondiali 2003 |

### Campioni in carica
I campioni in carica a livello olimpico e mondiale erano:
| Campione | Atleta                    | Prestazione | Data                                  | Competizione         |
| -------- | ------------------------- | ----------- | ------------------------------------- | -------------------- |
| Olimpico | Kenenisa Bekele Etiopia   | 12'57"82    | 23 agosto 2008 Pechino, Cina          | Giochi olimpici 2008 |
| Mondiale | Bernard Lagat Stati Uniti | 13'45"87    | 2 settembre 2007 Saint-Denis, Francia | Mondiali 2007        |

### La stagione
Prima di questa gara, gli atleti con le migliori tre prestazioni dell'anno erano:
| Pos. | Atleta                  | Prestazione | Data                          |
| ---- | ----------------------- | ----------- | ----------------------------- |
| 1    | Kenenisa Bekele Etiopia | 12'56"23    | 10 luglio 2009 Roma, Italia   |
| 2    | Eliud Kipchoge Kenya    | 12'56"46    | 25 giugno 2009 Milano, Italia |
| 3    | Mark Kiptoo Kenya       | 12'57"62    | 10 luglio 2009 Roma, Italia   |

## Risultati

### Batterie
Giovedì 20 agosto 2009
Si qualificavano alla finale i primi 5 di ogni batteria (Q) più i migliori 5 tempi di recupero (q). I 39 atleti iscritti furono divisi in 2 batterie.
| Pos. | Nome                   | Nazionalità | Tempo    | Note |
| ---- | ---------------------- | ----------- | -------- | --- |
| 1    | Kenenisa Bekele        | Etiopia     | 13'19"77 | Q |
| 2    | Matt Tegenkamp         | Stati Uniti | 13'19"87 | Q |
| 3    | Mo Farah               | Regno Unito | 13'19"94 | Q |
| 4    | Vincent Kiprop Chepkok | Kenya       | 13'20"24 | Q |
| 5    | Jesús España           | Spagna      | 13'20"40 | Q |
| 6    | Chris Solinsky         | Stati Uniti | 13'20"64 | q |
| 7    | Joseph Ebuya           | Kenya       | 13'22"41 | q |
| 8    | Anis Selmouni          | Marocco     | 13'22"95 | q |
| 9    | Teklemariam Medhin     | Eritrea     | 13'23"48 | q |
| 10   | Collis Birmingham      | Australia   | 13'23"48 | q |
| 11   | Saif Saaeed Shaheen    | Qatar       | 13'26"35 | |
| 12   | Geofrey Kusuro         | Uganda      | 13'28"48 | Miglior prestazione personale stagionale                                                                           |
| 13   | Ali Abdosh             | Etiopia     | 13'36"52 | q per essersi fermato ad allacciarsi la scarpa dopo lo scontro con un altro atleta tra le file di testa della gara |
| 14   | Daniele Meucci         | Italia      | 13'37"79 | |
| 15   | Etienne Bizimana       | Burundi     | 14'06"02 | Miglior prestazione personale                                                                                      |
| 16   | Yuichiro Ueno          | Giappone    | 14'30"76 | |
|      | Bayron Piedra          | Ecuador     |          | dnf |
|      | Juan Luis Barrios      | Messico     |          | dns |
|      | Fabiano Joseph Naasi   | Tanzania    |          | dns |

| Pos. | Nome                    | Nazionalità    | Tempo    | Note                                     |
| ---- | ----------------------- | -------------- | -------- | ---------------------------------------- |
| 1    | Moses Ndiema Kipsiro    | Uganda         | 13'22"98 | Q                                        |
| 2    | Eliud Kipchoge          | Kenya          | 13'23"34 | Q                                        |
| 3    | James Kwalia C'Kurui    | Qatar          | 13'23"57 | Q                                        |
| 4    | Bernard Lagat           | Stati Uniti    | 13'23"73 | Q                                        |
| 5    | Chakir Boujattaoui      | Marocco        | 13'23"83 | Q                                        |
| 6    | Bekana Daba             | Etiopia        | 13'23"86 |                                          |
| 7    | Samuel Tsegay           | Eritrea        | 13'26"78 |                                          |
| 8    | Morhad Amdouni          | Francia        | 13'29"64 |                                          |
| 9    | Kidane Tadasse          | Eritrea        | 13'30"85 |                                          |
| 10   | Alemayehu Bezabeh       | Spagna         | 13'33"52 |                                          |
| 11   | Evan Jager              | Stati Uniti    | 13'39"80 |                                          |
| 12   | Hussain Jamaan Alhamdah | Arabia Saudita | 13'44"59 |                                          |
| 13   | Alistair Cragg          | Irlanda        | 13'46"34 |                                          |
| 14   | Arne Gabius             | Germania       | 13'49"13 |                                          |
| 15   | Moses Kibet             | Uganda         | 13'52"38 |                                          |
| 16   | Sergio Sánchez          | Spagna         | 13'53"51 |                                          |
| 17   | Marco Joseph            | Tanzania       | 13'53"67 |                                          |
| 18   | Tonny Wamulwa           | Zambia         | 14'01"67 | Miglior prestazione personale stagionale |
| 19   | Mohamed Ali Mohamed     | Somalia        | 14'34"62 | Miglior prestazione personale            |
| 20   | Omar Abusaid            | Palestina      | 15'14"88 | Miglior prestazione personale            |

### Finale
Domenica 23 agosto 2009
| Pos. | Nome                   | Nazionalità | Tempo    | Note                                     |
| ---- | ---------------------- | ----------- | -------- | ---------------------------------------- |
|      | Kenenisa Bekele        | Etiopia     | 13'17"09 |                                          |
|      | Bernard Lagat          | Stati Uniti | 13'17"33 |                                          |
|      | James Kwalia C'Kurui   | Qatar       | 13'17"78 |                                          |
| 4    | Moses Ndiema Kipsiro   | Uganda      | 13'18"11 | Miglior prestazione personale stagionale |
| 5    | Eliud Kipchoge         | Kenya       | 13'18"95 |                                          |
| 6    | Ali Abdosh             | Etiopia     | 13'19"11 |                                          |
| 7    | Mo Farah               | Regno Unito | 13'19"69 |                                          |
| 8    | Matthew Tegenkamp      | Stati Uniti | 13'20"23 |                                          |
| 9    | Vincent Kiprop Chepkok | Kenya       | 13'21"31 |                                          |
| 10   | Jesús España           | Spagna      | 13'22"07 |                                          |
| 11   | Chakir Boujattaoui     | Marocco     | 13'23"05 |                                          |
| 12   | Chris Solinsky         | Stati Uniti | 13'25"87 |                                          |
| 13   | Joseph Ebuya           | Kenya       | 13'39"59 |                                          |
| 14   | Anis Selmouni          | Marocco     | 13'44"59 |                                          |
| 15   | Teklemariam Medhin     | Eritrea     | 13'44"65 |                                          |
| 16   | Collis Birmingham      | Australia   | 13'55"58 |                                          |

## Legenda
| Q                                        | Qualificato direttamente                         |
| q                                        | Qualificato per ripescaggio                      |
| dnf                                      | Non arrivato                                     |
| dns                                      | Non partito                                      |
| nm                                       | Nessuna misura valida                            |
| -                                        | Passo                                            |
| X                                        | Nullo                                            |
| w                                        | Tempo con vento superiore ai +2,0 m/s consentiti |
| Record mondiale                          | Record del Mondo                                 |
| Record dei campionati                    | Record dei Campionati                            |
| Record europeo                           | Record Europeo                                   |
| Record nazionale                         | Record Nazionale                                 |
| Miglior prestazione personale            | Record Personale                                 |
| Miglior prestazione personale stagionale | Record Personale Stagionale                      |
| Miglior prestazione mondiale stagionale  | Migliore prestazione mondiale stagionale         |